# جیمی دلانی
جیمی دلانی (انگلیسی: Jimmy Delaney؛ ۳ سپتامبر ۱۹۱۴ – ۲۶ سپتامبر ۱۹۸۹) یک بازیکن فوتبال اهل بریتانیا بود.
از باشگاه‌هایی که در آن بازی کرده‌است می‌توان به باشگاه فوتبال آبردین، باشگاه فوتبال منچستر یونایتد، باشگاه فوتبال سلتیک، و باشگاه فوتبال فالکیرک اشاره کرد.